# Епархия Энсенады
Епархия Энсенады (лат. Dioecesis Sinuensis) — епархия Римско-католической церкви с центром в городе Энсенада, Мексика. Епархия Энсенады входит в митрополию Тихуаны и расположена в северной части штата Нижняя Калифорния. Кафедральным собором епархии Энсенады является церковь Пресвятой Девы Марии Гваделупской.

## История
27 января 2007 года Римский папа Бенедикт XVI выпустил буллу Venerabiles Fratres, которой учредил епархию Энсенады, выделив её из епархии Мехикали.

## Ординарии епархии
- епископ Sigifredo Noriega Barceló (27.01.2007 — 2.08.2012), назначен епископом Сакатекаса
- Rafael Valdéz Torres (назначен 21.05.2013)

## Источник
- Annuario Pontificio, Ватикан, 2007
- Булла Venerabiles Fratres, AAS 99 (2007), стр. 316  (лат.)